# ويستمنستر (محطة مترو أنفاق لندن)
ويستمنستر (بالإنجليزية: Westminster)‏ هي إحدى محطات مترو أنفاق لندن. تقع على خط ديستريكت وسيركيل وجوبيلي أفتتحت في المنطقة (Zone) رقم 1 أفتتحت في 24 ديسمبر 1868. 